# Arlington, Wyoming
Arlington, tidigare Rockdale, är en mindre ort (census-designated place) i Carbon County i Wyoming, USA. Befolkningen uppgick till 25 invånare vid 2010 års folkräkning. 

## Geografi
Arlington ligger på 2 349 meters höjd, vid korsningen av Interstate 80 och Wyoming State Road 13, mellan städerna Laramie och Rawlins.

## Historia
Den nuvarande orten Arlington var under sin tidiga historia uppkallad efter vattendraget Rock Creek som rinner norrut genom orten. Orten grundades omkring 1860 i samband med att en bro över Rock Creek och en diligensstation för resande längs Overland Trail uppfördes här. 1882 öppnades ett postkontor här under namnet Rock Dale. 1903 bytte postkontoret namn till Arlington och drevs med kortare avbrott fram till 1943. Sedan 1983 är samhället upptaget i National Register of Historic Places med anledning av sin historiska 1800-talsbebyggelse. 